# Siachoque

Localização de Siachoque no departamento de Boyacá.

Siachoque é um município no departamento de Boyacá, na Colômbia.